# Birlotxo
Un birlotxo és un antic cotxe rústic, lleuger, de dos eixos, de quatre rodes i de quatre seients, obert pels costats amb coberta o sense. Va ser creat al segle xix pel transport urbà de passatgers. Per tal de guiar el carro havia de menester un cotxer que guiava el vehicle.

## Significat
La paraula «birlotxo» prové de l'italià biroccio forma dialectal de barroccio, un cotxe rústic de transport de mercaderies. Va entrar al català via el castellà. La paraula italiana prové del llatí tardà birotius, ‘que té dues rodes’. «Anar birlotxo» a Palafrugell vol dir anar vestit de forma cridanera i vistosa. A les costes de Granada (Andalusia), birlocho significa «persona estúpida».

## Història
Els vehicles amb rodes eres utilitzats pel transport de persones dissenyat per a ser arrossegat per un o més animals de tir. Procedeix de l'antiguitat i és l'evolució del trineu de càrrega, una plataforma sobre patins representada sovint en els antics monuments egipcis. Les primeres rodes van consistir en troncs de fusta tallats en discos sòlids que, sens dubte, van evolucionar dels corrons situats sota els trineus utilitzats per disminuir la fricció. Cap a l'any 2000 aC els egipcis usaven carros de dues rodes tirats per cavalls en caceres i activitats militars. Els assiris, els grecs i els romans també usaven aquest tipus de carro. El carro de l'antiguitat va ser el prototip de la carreta.
En l'edat mitjana es van deixar d'usar, sobretot a causa del ruïnós estat en què es trobaven els vells camins romans. Els viatjants es desplaçaven a cavall, amb mules o transportats en lliteres. Les mercaderies es transportaven en grans alforges que penjaven a banda i banda de forts animals de càrrega. L'ús d'aquest vehicle va ser ressuscitant, primer per la noblesa i més tard per la burgesia acomodada. Un dels primers vehicles que apareix en l'edat mitjana va ser la whirlicote (espècie de llitera sobre rodes tirada per cavalls). El succés més important en la construcció de carruatges va ser la fabricació de la diligència, sembla probable que abans del segle xvi i a Hongria. Més tard es van desenvolupar els molls de pell i les rodes davanteres de menor grandària, la qual cosa permetia el gir del vehicle en espais més reduïts.
Aquest vehicles de transports no van ser utilitzats a Gran Bretanya fins molt després d'haver-se estès el seu ús a Europa. Encara que les primeres diligències van aparèixer sota el regnat d'Isabel I d'Anglaterra i als segles XVII i XVIII se'n van efectuar millorar la construcció, i no va ser fins a principis del segle xix quan es van realitzar els canvis més significatius en aquesta matèria. Va ser llavors quan, amb ajuda del treball de l'enginyer John Loudon McAdam i uns altres, les carreteres van millorar i es va fer possible viatjar-hi de forma plaent.
El 1841 es va patentar l'ús de les molles el·líptiques sobre els quals es penjaven els vehicles, la qual cosa va acabar amb la pesada perxa usada per connectar les rodes posteriors i davanteres dels vehicles de quatre rodes. A partir d'aquesta invenció, es va iniciar la construcció de carruatges més moderns. Els tipus de carruatges més coneguts desenvolupats durant el segle xix van ser el birlotxo, entre d'altres: el faetó, la berlina, el cabriolé i l'òmnibus.

## Altres tipus de carruatges antics

### Cotxe de Collera
Va ser un dels cotxes més representatius del segle xviii. La collera era el nomenament que rebia la parella de mules o cavalls que estava units per un collaret o jou. Era una mena de carrossa de 4 places i 4 rodes, poc elegant, sòlid i de suspensió regular. El motor el formaven 6 mules, unides de dues en dues, i separades pels tirs.

### Berlina
El seu nom té el seu origen a la capital alemanya de quan hi havia un cotxe de 4 rodes i 2 places que feia el trajecte Brandenburg-Berlín. El seu ús i fama que va aconseguir en el París de Lluís XIV i Lluís XV i va ser un cotxe molt segur que tenia els jocs davanters i posteriors units per dos vares o fletxes que li van donar molta seguretat en cas d'avaria. A Espanya es va desenvolupar un model de 4 places i pescant, molt comú al Madrid de Carles III d'Espanya, tirat per dos cavalls i de vegades fins per 4 o 5 mules enganxades, encara que va haver fins a set tipus diferents de berlines.

### Calessa
Va ser un cotxe molt popular al Madrid il·lustrat dels Borbons, d'origen centreeuropeu el nom procedia de la paraula "kolitza", diminutiu de "kola", carro o cotxe. En un principi es va utilitzar com a vehicle lleuger, de viatge, amb quatre rodes, capota en la part posterior i suspès per ballestes. Però a Espanya es va desenvolupar com un utilitari de dues rodes, obert per davant i cobert amb capota de cuir. Disposava d'un seient de dues places i els laterals formaven un semicercle allargat, tancat per un tendal per resguardar-se de la pluja. Era tirat per un o dos animals i es va generalitzar entre les classes més populars utilitzant-se molt els dies de camp o per recórrer distàncies llargues perquè s'adaptava molt bé als camins difícils d'aquella Espanya.